# Sucha Kamienica
Sucha Kamienica (niem. Dürr-Kamitz) – wieś w Polsce położona w województwie opolskim, w powiecie nyskim, w gminie Głuchołazy.
Wymieniona po raz pierwszy w 1284 r. jako Cameniza.
W latach 1975–1998 miejscowość administracyjnie należała do ówczesnego województwa opolskiego.